# Monster House
Monster House è un film d’animazione del 2006 diretto da Gil Kenan. Si tratta del secondo film, dopo Polar Express del 2004, girato interamente con la tecnica della performance capture, che permette di utilizzare ogni singolo movimento espressivo degli attori nelle animazioni dei personaggi. Inoltre, è stato il secondo film dopo Chicken Little - Amici per le penne a utilizzare la tecnica della proiezione RealD Cinema.

## Trama
Mancano pochi giorni ad Halloween. Il dodicenne DJ vive in un tipico isolato di villette, con la sola eccezione della casa del signor Nebbercracker, che si trova proprio di fronte a casa sua. Nebbercracker è un inquietante anziano solitario e scorbutico che confisca tutti gli oggetti che si trovano a finire sul suo giardino, scacciando in modo aggressivo coloro che si avvicinano a casa sua.
I genitori del ragazzino lo affidano alla babysitter Zee, in quanto lasciano la città durante il fine settimana. DJ e il suo amico "Timballo" si mettono a giocare a basket e il pallone finisce sul prato di Nebbercracker. Proprio mentre i due stanno per recuperarlo, il vecchio esce di casa gridando ma, a un certo punto, questi cade al suolo, apparentemente colpito da infarto. Tuttavia, anche dopo la scomparsa di Nebbercracker continuano ad accadere strani eventi: quella stessa notte, DJ riceve una telefonata (che si scopre provenire proprio dalla casa disabitata) e Punk, il fidanzato della babysitter, in seguito a un litigio, sparisce. Per scoprire cosa stia succedendo, DJ e Timballo si recano di notte nel cortile della casa e questa improvvisamente si anima e tenta di mangiare i ragazzi. Terrorizzati, i due scappano in casa di DJ e restano svegli tutta la notte a controllare la casa per vedere se si verificano altri fenomeni.
La mattina seguente, i due riescono a salvare Jenny (una ragazzina che vende dolcetti porta a porta) dalla casa; i tre ragazzini chiedono aiuto a Freak, un appassionato di videogiochi e del sovrannaturale, e si convincono sempre più che l'abitazione sia posseduta dall'anima del defunto Nebbercracker. I tre ragazzi studiano un piano per "sconfiggerla", e cercano di introdurre un pupazzo nella casa, imbottito di medicinali, ma il piano fallisce a causa dell'intervento degli agenti Landers e Lister, i quali vengono poi attaccati e divorati dalla casa, che ingoia anche i bambini, che però riescono a salvarsi. Durante un giro della casa, intanto addormentatasi, i bambini trovano i resti della moglie di Nebbercracker nel seminterrato, chiusi in una gabbia e ricoperti di cemento; tuttavia, scoprono che tutto è stato costruito come un sepolcro per dare riposo alla persona defunta. Nel tentativo di scoprire di più, DJ distrugge la copertura di cemento e risveglia la casa, che inizia ad attaccarli con tutte le sue parti (tubature, scale ecc.). Riescono comunque a salvarsi stimolando l'ugola della casa poco prima di venire inghiottiti e facendosi così vomitare all'esterno.
Una volta fuori, da un'autoambulanza esce il signor Nebbercracker, di ritorno dal suo soggiorno in ospedale; capendo che non era lui a possedere la casa, DJ convince l'uomo a raccontare tutta la storia: 45 anni prima Nebbercracker, che era un giovane soldato, si era innamorato a prima vista della gigantessa di un circo, Constance. Essa veniva umiliata e derisa pubblicamente da tutti gli spettatori, rendendola una persona fortemente irascibile. Una notte, Nebbercracker, andando alla gabbia di Constance, si presentò a lei, offrendole di andare via con lui. Costance rimase stupita del cuore sincero di Nebbercracker e accettò con gioia di scappare insieme. Servendosi della sua macchina, Nebbercracker agganciò la sua auto al carro di Constance e scapparono via insieme. Poco tempo dopo, mentre stavano costruendo le fondamenta di quella che sarebbe divenuta la loro casa, ad Halloween, la donna veniva continuamente bersagliata dai ragazzini, reagendo molto male, e, mentre Nebbercracker cercava di disarmarla, urtò la betoniera del cantiere e finì sommersa dal cemento; da quel giorno, lo spirito della donna si impossessò della casa, rendendola una casa stregata. 
Si scopre così che il comportamento antisociale di Nebbercracker aveva il solo scopo di proteggere i ragazzini dall'odio che ella prova verso di essi, in particolare durante il periodo di Halloween, perché è proprio quello il periodo in cui Constance è morta.
Proprio in quel momento, la casa, non più frenata dalla presenza di Nebbercracker al suo interno, scatena tutta la sua ira, divenendo una specie di mostro che si sradica dalle sue fondamenta e inizia a muoversi per il quartiere. Disperato, Nebbercracker le parla dolcemente per calmarla e distrarla mentre, per "aggiustare le cose", tira fuori della dinamite, ma Constance lo identifica come traditore e lo attacca. Poco prima di mangiarlo vivo, i ragazzi la attirano verso un vasto cantiere, dove DJ riesce a distruggerla con l'aiuto di Jenny e Timballo, facendola esplodere con la dinamite di Nebbercracker.
Con lo spirito di Costance e il vecchio Nebbercracker - che scambiano un ultimo ballo insieme - finalmente liberi dalla maledizione della casa, tutti gli oggetti sequestrati da Nebbercracker tornano ai proprietari. Viene fuori che Punk è sopravvissuto, il quale però scopre che Zee frequenta ormai da tempo Freak. Alla fine DJ, Timballo e Jenny possono finalmente festeggiare Halloween insieme.

## Riconoscimenti
- 2007 - Premio Oscar
  - Nomination Miglior film d'animazione a Gil Kenan